# GP Neerpelt
Der Grote Prijs Neerpelt war ein belgisches Cyclocrossrennen, das von 2005 bis 2019 Bestand hatte und in Neerpelt stattfand.

## Geschichte
Das Rennen fand erstmals 2005 statt als unabhängiger Cross. Schauplatz war der mit Wald bestandene Freizeitpark Dommelhof in der Heidelandschaft der Kempen, der Termin des Rennens war jeweils Ende September oder Anfang Oktober.
2010 schloss sich Neerpelt der neu geschaffenen Rennserie Fidea Cyclocross Classics (später Soudal Classics bzw. Rectavit Series) an, in der er in den folgenden 10 Jahren die Auftaktveranstaltung bildete. Infolge einer Gemeindefusion nannte sich der Cross 2019 Grote Prijs Pelt. Im Corona-Jahr 2020 fanden weder die Rectavit Series noch das Rennen in Neerpelt statt, beide wurden seitdem nicht wieder aufgenommen.
Rekordsieger bei den Männern war Sven Nys mit sechs Erfolgen; weitere Mehrfachgewinner waren der Sandspezialist Laurens Sweeck (viermal) sowie Niels Albert (dreimal). Rekordsiegerin bei den Frauen, deren Rennen seit 2010 stattgefunden hatte, war Sanne van Paassen mit drei Erfolgen.

## Siegerliste

### Männer
- 2005:  Bart Wellens
- 2006:  Niels Albert
- 2007:  Sven Nys
- 2008:  Sven Nys
- 2009:  Niels Albert
- 2010:  Sven Nys
- 2011:  Sven Nys
- 2012:  Sven Nys
- 2013:  Niels Albert
- 2014:  Sven Nys
- 2015:  Wout van Aert
- 2016:  Laurens Sweeck
- 2017:  Laurens Sweeck
- 2018:  Laurens Sweeck
- 2019:  Laurens Sweeck

### Frauen
- 2010:  Sanne van Paassen
- 2011:  Sanne van Paassen
- 2012:  Nikki Brammeier
- 2013:  Sanne Cant
- 2014:  Sanne Cant
- 2015:  Sanne van Paassen
- 2016:  Sophie de Boer
- 2017:  Ellen Van Loy
- 2018:  Denise Betsema
- 2019:  Ceylin del Carmen Alvarado